# Federation of European Microbiological Societies

Logo der Federation of European Microbiological Societies

Die Federation of European Microbiological Societies (FEMS) ist eine Dachorganisation europäischer mikrobiologischer Forschungseinrichtungen und Organisationen. Sie besteht aus 46 Mitgliedern aus insgesamt 36 Staaten. Derzeitiger Präsident ist Bernhard Schink von der Universität Konstanz. Die zentrale Geschäftsstelle befindet sich in Delft in den Niederlanden.

## Geschichte
Der erste europäische Zusammenschluss mikrobiologischer Gesellschaften war die 1968 gegründete North-West European Microbiology Group (NWEMG), die geographisch auf Nord- und Westeuropa beschränkt war. Vor diesem Zusammenschluss waren mikrobiologische Gesellschaften unter dem Dach der European Biochemical Societies (FEBS) vereinigt.
1973 wurde mit finanzieller Unterstützung der Society for General Microbiology (SGM) ein Vortreffen zur Gründung der FEMS in Paris veranstaltet. Bei diesem Treffen waren Vertreter von 13 interessierten Gesellschaften anwesend, von denen sich 9 auf die Gründung der FEMS verständigten. Die Geschäftsordnung wurde auf der Basis der FEBS aufgebaut, die Geschäftsstelle wurde bei der SGM eingerichtet. Für das erste offizielle Treffen wurde ein vorläufiger Leitungsausschuss gegründet, der das Treffen im August 1974 organisierte und dazu alle europäischen mikrobiologischen Gesellschaften einlud. Am 22. November wurde André Lwoff, Medizinnobelpreisträger von 1964, als Präsident der Vereinigung gewählt.
Im August 1976 fand das erste Symposium der Gesellschaft mit dem Hauptthema „photosynthetische Prokaryoten“ an der University of Dundee in Schottland statt. Im November und Dezember des gleichen Jahres folgten je ein weiteres über „Gonorrhoe“ bei der Zoological Society in London und über „Exotic and resistance plasmids“ am Institut Pasteur in Paris. Seitdem fanden jährlich mehrere Symposien statt, im Jahr 2001 waren es insgesamt 15, die mit Beträgen zwischen 6.000 und 12.300 Euro unterstützt wurden.
Seit 2000 vergeben sie den Lwoff Award für Mikrobiologie.

## Finanzierung
Die Finanzierung erfolgt auf der Basis von Mitgliedsbeiträgen sowie aus Einnahmen aus den Publikationen und Veranstaltungen der Gesellschaft.

## Publikationen
Die Vereinigung war Herausgeber der Zeitschrift FEMS Microbiology, die ursprünglich als einzelner Titel erschien. Heute publiziert die Gesellschaft fünf Einzeltitel:
- FEMS microbiology letters
- FEMS microbiology reviews
- FEMS immunology and medical microbiology
- FEMS microbiology ecology
- FEMS yeast research

Ursprünglich wurden die Publikationen von Elsevier für die Gesellschaft vertrieben, heute laufen sie bei Wiley-Blackwell.